# Christoph Clavius

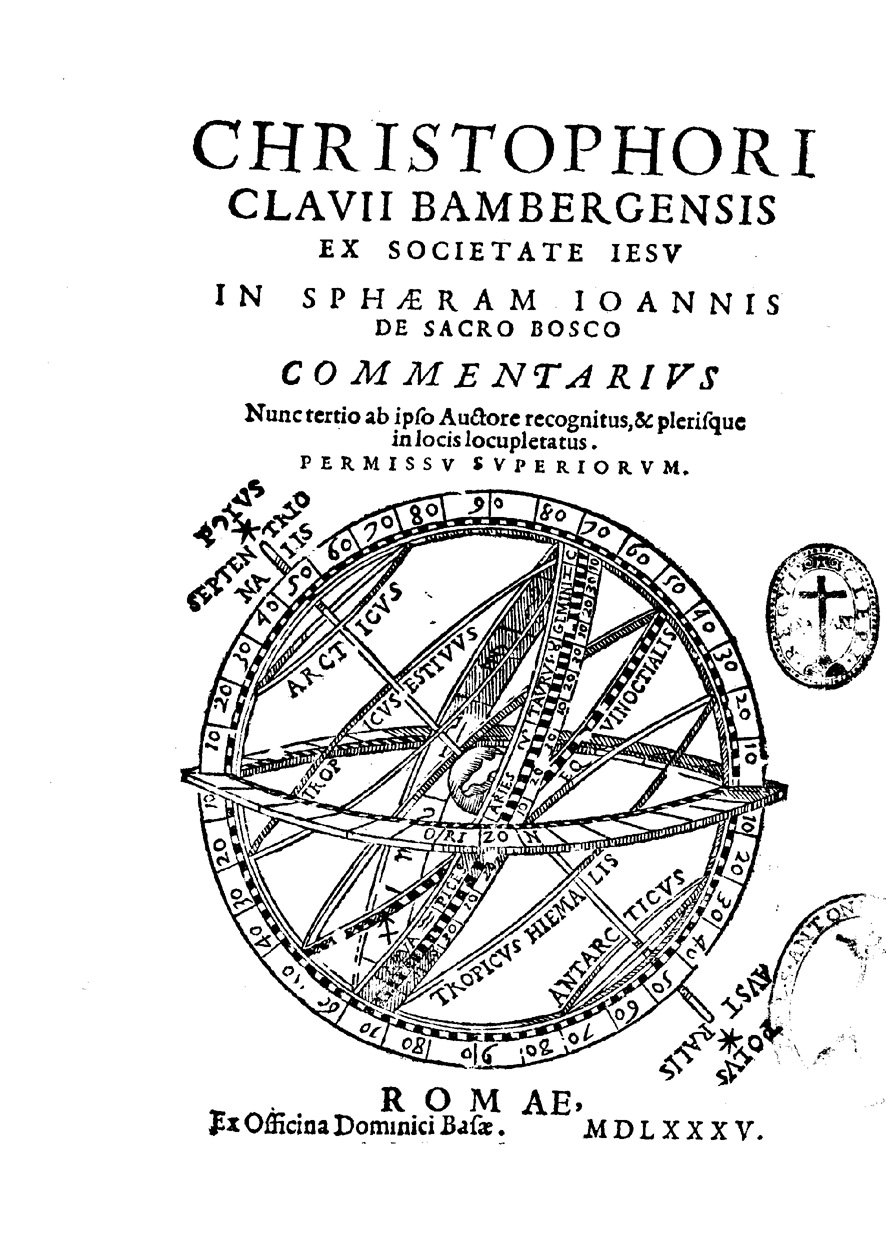
In Sphaeram Ioannis de Sacro Bosco commentarius, 1585

Christophorus Clavius, Klau SJ (ur. 25 marca 1538 w Bambergu, zm. 6 lutego 1612 w Rzymie) – działający na terenie Włoch matematyk, astronom i jezuita. Był jednym z najbardziej poważanych XVI-wiecznych uczonych. Dzięki dziełom matematycznym oraz wykładom jakie prowadził zyskał miano Euklidesa XVI wieku. Jego prace były bardzo cenione wśród ówczesnych naukowców, na ich podstawie uczyło się również wielu studentów i uczniów szkół jezuickich. Był jednym z dwóch astronomów zaproszonych przez papieża Grzegorza XIII do grupy uczonych zajmujących się reformą kalendarza, gdzie odegrał bardzo ważną rolę. Po wcieleniu reformy w życie, bardzo często bronił jej założeń przed krytykami. Międzynarodowa Unia Astronomiczna, doceniając jego wkład w rozwój astronomii, nadała jednemu z kraterów na Księżycu nazwę Clavius.

## Życiorys
O jego wczesnym życiu nie wiadomo zbyt wiele. Nie jest nawet pewne jak oryginalnie brzmiało jego nazwisko. Mógł nazywać się Klau lub Schlüssel. Urodził się w Bambergu w 1538 roku. Był mocno związany ze swoim rodzinnym miastem, czemu dawał wyraz podpisując się pod swoimi pracami jako Clavius Bambergensis. Nie wiadomo również gdzie rozpoczął edukację przed wstąpieniem do zakonu, najczęściej przyjmuje się, że był uczniem jezuickiego kolegium w Bambergu. W 1555 roku wstąpił do zakonu jezuitów w Rzymie i został wysłany na studia do Coimbry. W czasie pobytu w Portugalii był świadkiem zaćmienia słońca, które to zdarzenie wywarło na niego duży wpływ i było jednym z powodów, dla którego zainteresował się astronomią. W 1561 roku powrócił do Rzymu, gdzie skończył studia filozoficzne i rozpoczął teologiczne. W 1563 roku zaczął nauczać matematyki w jezuickim Collegio Romano. Rok później otrzymał święcenia kapłańskie. W 1567 roku zastąpił Baltazara Torresa na stanowisku szefa katedry matematyki w Collegio Romano. Funkcję tę pełnił do 1595 roku. Od 1570 do 1612 roku Clavius opublikował nie mniej niż 23 prace. Dwanaście z nich dotyczyło arytmetyki, geometrii i algebry. Trzy były komentarzami do prac Euklidesa, Teodozjusza i Johannesa de Sacrobosco. Sześć prac poświęcił obronie reformy kalendarza.
Komentarze do dzieła Euklidesa, i własna edycja piętnastu ksiąg autorstwa tego greckiego uczonego ukazała się w 1574 roku. Była później kilka razy edytowana i ponownie wydawana, używali jej jezuici w niemal wszystkich swoich szkołach. W tej pracy Clavius jawił się jako zwolennik niektórych postulatów "nowej nauki". Podkreślał konieczność zgłębiania geometrii, gdyż jego zdaniem była ona nauką opisującą cały świat. Edycja dzieł Euklidesa zawierała nie tylko wyniki jego badań, ale także autorskie spostrzeżenia Claviusa. Najważniejszym z nich było zastosowaniue rozwiązań numerycznych do twierdzeń geometrycznych, podczas gdy starożytni Grecy oddzielali teorię geometryczne od ich zastosowań. Niektóre z rozwiązań proponowanych przez Claviusa były zbliżone do teorii Kartezjusza dotyczących geometrii analitycznej. Kolejna jego praca dotycząca praktycznych zastosowań matematyki, Arithtmetica Practica, do 1738 roku doczekała się 35 edycji oraz wznowień i przez długi czas była jednym z ważniejszych podręczników z jakich uczyli się jezuiccy studenci. Jedną z innowacji zastosowaną przez Claviusa w tej pracy było używanie kropki na końcu danego numeru aby oddzielić go od innych oraz stawianie kropki nad numerami. Współczesne używanie kropki w notacji dziesiętnej wywodzi się właśnie od Claviusa. Praca zawierała również nowy algorytm służący do dzielenia liczb, podobny do tego używanego dzisiaj. W 1608 roku ukazała się kolejna praca Claviusa dotycząca matematyki, tym razem algebry i taki też nosiła tytuł. Christoph przy jej pisaniu korzystał z prac Pedro Nunesa, którego być może poznał w czasie pobytu w Portugalii. Clavius zaproponował tam kilka nowych rozwiązań dotyczących notacji oraz przedstawił rozwiązania siedemdziesięciu problemów algebraicznych. Jego propozycje co do notacji nie przyjęły się jednak na zbyt długi czas. Powodem tego stanu rzeczy były osiągnięcia Kartezjusza w tej dziedzinie, którego prace przyćmiły poprzedników.
Najważniejszą pracą w dziedzinie astronomii były komentarze do Tractatus de sphaera Johannesa de Sacrobosco. Dzieło Sacrobosco, będące zbiorem osiągnięć astronomii greckiej zebranych przez Ptolemeusza, było jedną z najpopularniejszych prac dotyczących astronomii w Średniowieczu. Komentarze Claviusa ukazały się w 1570 roku, pod tytułem In sphaeram Joannis de Sacrobosco commentaries i zawierały całość poglądów na ówczesną astronomię. Komentarze zawierały o wiele większą ilość materiału niż oryginalne dzieło. Clavius był zwolennikiem teorii Ptolemeusza i uważał, że Ziemia znajduje się w centrum Wszechświata i jest nieruchoma, a inne ciała niebieskie poruszają się wokół niej po swoich epicyklach. Idąc za teoriami Magini'ego, Clavius twierdził, że istnieje dwanaście sfer niebieskich, grupujących ciała niebieskie zależnie od epicykli. Dzieło doczekało się kilku wydań i w każdej z nich Christoph dodawał niedawne odkrycia astronomiczne i nowe hipotezy. Przedstawiał teorie głoszone przez Galileusza, Keplera, Brahe i Kopernika. Tego ostatniego uważał za „niezrównanego odnowiciela współczesnej astronomii, którego potomność będzie celebrować i uznawać za drugiego Ptolemeusza”, mimo że nigdy nie uznał prawdziwości głoszonych przez niego teorii. Przedstawiał wiele obserwacji i wyliczeń, potwierdzających teorię geocentryczną. Bazował głównie na argumentach Arystotelesa, ale odwoływał się także do Biblii. Nie uważał jednak że teoria Kopernika jest zagrożeniem dla wiary chrześcijańskiej, jak robiło to wielu innych, ówczesnych uczonych. W ostatnim wydaniu, z 1611 roku, Clavius opisywał teorie Brahego i jego obserwacje, które udowadniały, iż doktryna arystotelejska nie jest spójna. Wspomniał także o obserwacjach prowadzonych przez Galileusza, które skłoniły go do przemyśleń nad koniecznością reformy teorii dotyczącej budowy wszechświata. W 1593 roku ukazała się kolejna praca Claviusa dotycząca astronomii – Astrolabe, omawiająca praktyczne aspekty obserwacji.
Prace te zapewniły mu duże uznanie i dlatego w połowie lat 70. XVI wieku, został zaproszony przez papieża Grzegorza XIII do grona naukowców pracujących nad reformą kalendarza. Zajmował się tam głównie sprawdzaniem sensowności nowych rozwiązań i szukaniem takich, które likwidowałyby mankamenty kalendarza juliańskiego. Po wejściu reformy w życie, bronił jej przed krytykami, głównie z kręgów protestanckich. Opublikował w tej kwestii między innymi Novi calendarii romani apologia w 1588 roku oraz Romani calendarii ... explicatio w 1595 roku. Na prośbę papieża Klemensa VIII napisał jeszcze pięć tomów na temat reformy kalendarza. Prawdopodobnie to Clavius jest duchownym który, na płaskorzeźbie w bazylice św. Piotra, wręcza papieżowi Grzegorzowi XIII księgę o reformie kalendarza.
Clavius sformułował tautologie nazwane potem twierdzeniami Claviusa:
1. {\displaystyle (p\rightarrow \lnot p)\rightarrow \lnot p}
2. {\displaystyle (\lnot p\rightarrow p)\rightarrow p}

Zajmował go także problem matematycznego opisu różnych urządzeń wykorzystywanych przy badaniach astronomicznych, opisywał między innymi astrolabia, gnomony i inne zegary słoneczne. W 1581 napisał na ten temat dzieło pod tytułem Gnomonices libri octo, które dedykował Stefanowi Batoremu. Napisał wiele podręczników dotyczących matematyki i astronomii, dzięki którym wywarł duży wpływ na kilka następnych generacji naukowców. W 1612 roku powstało pięciotomowe dzieło pod tytułem Opera mathematica, zawierające większość jego wcześniejszych publikacji matematycznych.
Clavius znał się osobiście z Galileuszem i od 1587 roku obydwaj korespondowali ze sobą, wymieniając poglądy. Jeden jak i drugi interesowali się teleskopem i możliwościami jakie przyrząd ten dawał w obserwacjach astronomicznych. Clavius i jego współpracownicy z Collegio Romano eksperymentowali z pierwszymi teleskopami. Na podstawie tych wczesnych badań Clavius skrytykował w 1611 roku wnioski jakie Galileusz wyciągnął ze swoich prac. Zastrzegł jednak że zarówno jego obserwacje jak i wyniki są jak najbardziej dobre, problem leży w ich interpretacji, Galileusz widział w nich bowiem potwierdzenie dla poglądów Kopernika, co zdaniem jezuity, było błędem.
Wśród uczniów Claviusa byli jezuiccy misjonarze-astronomowie, w późniejszych latach pracujący na dworze chińskim i odpowiedzialni za reformę chińskiego kalendarza: Giacomo Rho i Johann Adam Schall von Bell.